# 신 포청천: 칠협오의
신 포청천: 칠협오의(중국어 간체자: 新包青天之七侠五义, 정체자: 新包青天之七俠五義, 병음: Xīn bāo qīng tiān zhī qī xiá wǔ yì 신바오칭톈즈치샤우이[*], 영어: Justice Bao 자스티스 바오[*])는 중국 송나라 때 명판관인 포청천을 주제로 한 드라마이며, 제작사는 대련천가전매고빈유한공사이다. 2009년 10월 16일부터 2009년 12월 29일까지 촬영되었다.

## 배역

### 개봉부
- 포청천 역 : 금초군
- 공손책 역 : 범홍헌
- 전　조 역 : 하가경
- 왕 조 역 :
- 마 한 역 :
- 장 룡 역 :
- 조 호 역 :

### 칠협오의
- 백옥당 역 : 진호민
- 노 방 역 :
- 한 장 역 :
- 서 경 역 :
- 장 평 역 :

## 같이 보기
- 《1974 포청천》
- 《1993 포청천》
- 《2008 포청천》